# 歌川貞景 (2代目)
二代目 歌川貞景（にだいめ うたがわ さだかげ、生没年不詳）とは、江戸時代から明治時代にかけての浮世絵師。

## 来歴
歌川国貞の門人、五湖亭と号す。作画期は嘉永から明治前期にかけてとされ、役者絵を残している。明治14年（1881年）版行の大判錦絵「花盛浮世似色　祐高屋多加助」が作として知られる。